# Transoptor

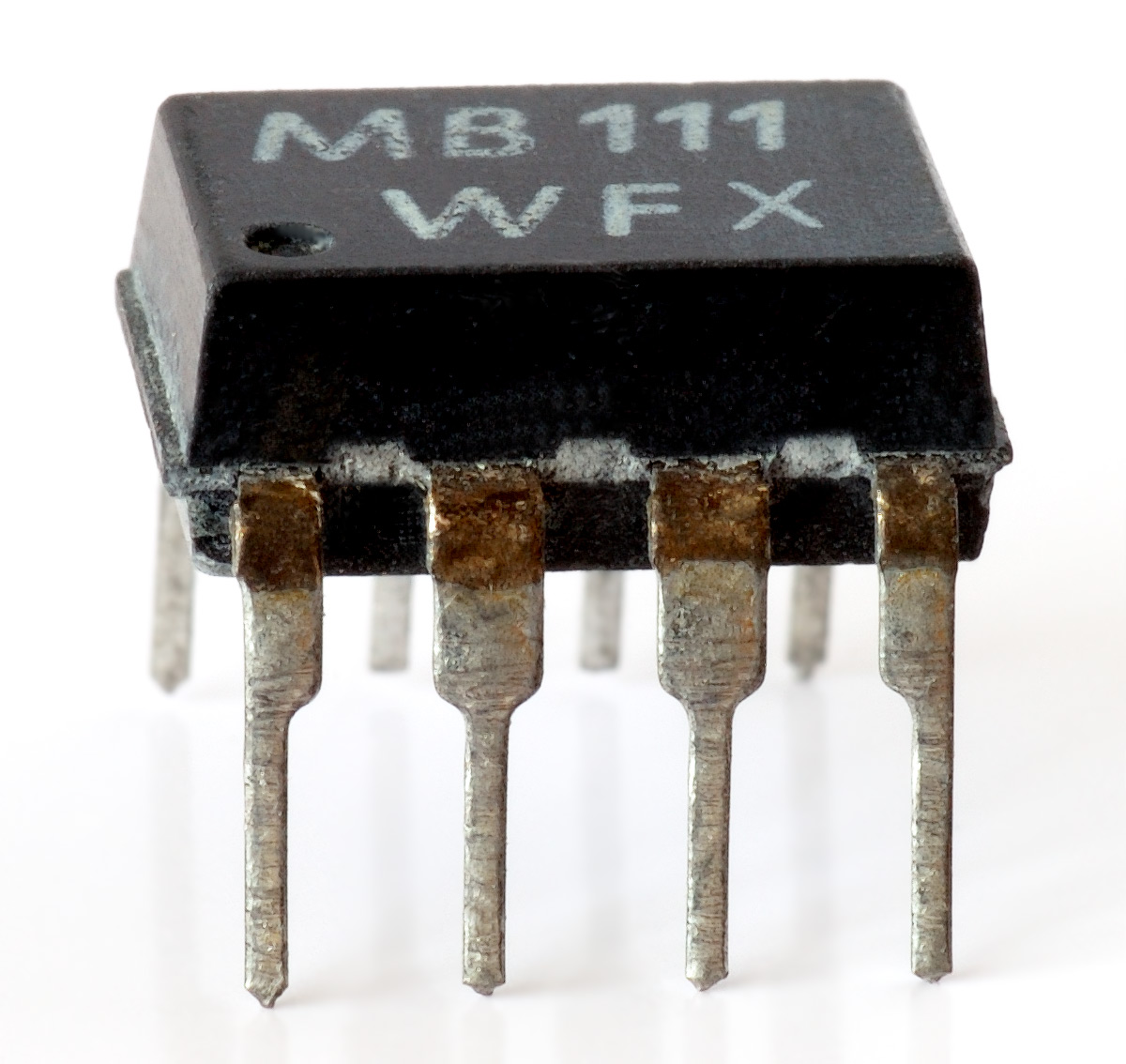
Transoptor MB 111 firmy RFT

Schemat transoptora: z lewej strony dioda LED, w środku bariera dielektryczna, z prawej fototranzystor

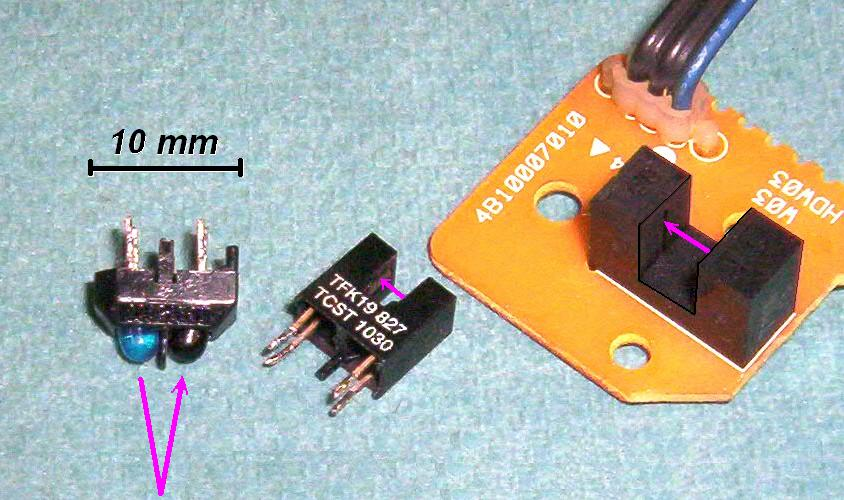
Transoptory: odbiciowy i szczelinowe

Transoptor, także optoizolator – półprzewodnikowy przyrząd optoelektroniczny składający się z co najmniej jednego fotoemitera i co najmniej jednego fotodetektora umieszczonych we wspólnej obudowie.
Sprzężenie optyczne może być stałe (w przypadku obudowy zamkniętej izolującej optycznie od otoczenia) lub zmienne, modulowane z zewnątrz poprzez zmianę współczynnika transmisji lub odbicia światła (w przypadku obudowy optycznie otwartej).

## Obudowa zamknięta
Wysokonapięciową izolację elektryczną oraz stałe sprzężenie optyczne między fotodetektorem a fotoemiterem umożliwia zastosowanie światłowodu wykonanego z przezroczystego tworzywa lub szkła. Taki transoptor pozwala przesyłać sygnały elektryczne z wejścia na wyjście bez połączeń galwanicznych obwodów wejściowego i wyjściowego.
Funkcję fotoemitera pełni zazwyczaj dioda elektroluminescencyjna, a fotodetektora – fotorezystor, fotodioda lub fototranzystor. Fotodetektorem może być także fototriak – wtedy mamy do czynienia z optotriakiem. Ze względu na nieliniowość i zmienność charakterystyki np. w funkcji temperatury, transoptory pozwalają na bezpośrednią transmisję jedynie sygnałów dyskretnych. Do transmisji sygnałów cyfrowych produkowane są transoptory wyposażone dodatkowo w układy służące do dopasowania poziomów logicznych do odpowiednich standardów.
Transmisja sygnałów analogowych jest możliwa dzięki zastosowaniu:
- przetwarzania napięcie-częstotliwość,
- przetwarzania napięcie-wypełnienie impulsów,
- przetwarzania A-C.

Tak zwane  transoptory liniowe wyposażone są w dodatkowy identyczny fotodetektor, który wykorzystany w torze sprzężenia zwrotnego wzmacniacza operacyjnego zasilającego fotoemiter, umożliwia linearyzację charakterystyki przetwarzania.

## Obudowa otwarta
W przypadku obudowy otwartej konstruowane są transoptory szczelinowe, pozwalające na umieszczenie przesłony bezpośrednio na drodze strumienia świetlnego lub odbiciowe (refleksyjne), w których sprzężenie optyczne występuje dopiero po odbiciu strumienia światła od przesłony. Takie transoptory są stosowane w automatyce do śledzenia ruchu elementów mechanicznych, jako wyłączniki krańcowe lub do kontroli obecności przedmiotów jak np. czujnik papieru w drukarce.

## Charakterystyczne parametry
Charakterystycznymi parametrami transoptorów są m.in.:
- wzmocnienie – stosunek prądu wyjściowego do wejściowego, zwykle mniejsze od jedności,
- napięcie przebicia izolacji między obwodem wejściowym i wyjściowym – od kilkuset V do kilkudziesięciu kV,
- częstotliwość graniczna przenoszonych sygnałów – od kilkudziesięciu kHz dla fototranzystorów do 100 MHz dla fotodiod PIN (np. SFH203).

## Zastosowanie
Do galwanicznego rozdzielania obwodów w układach sterowania i automatyki, w technice pomiarowej, wysokich napięć, jako przekaźniki optoelektroniczne, wyłączniki krańcowe, czujniki położenia. Można je też spotkać w praktycznie każdym zasilaczu impulsowym, gdzie służą do galwanicznego oddzielenia obwodu wejściowego od wyjściowego ze względu na wymogi prawne. Często stosuje się je również w telefonach stacjonarnych.